# 平安镇 (彰武县)
平安乡，是中华人民共和国辽宁省阜新市彰武县下辖的一个乡镇级行政单位。

## 行政区划
平安乡下辖以下地区：
平安村、申金村、马家村、四台子村、红山村、朱家村、梨树村和红旗村。